# Evolução (filme)
Evolution (bra/prt: Evolução) é um filme estadunidense de 2001, dos gêneros ficção científica e comédia, dirigido por Ivan Reitman.

## Elenco
- David Duchovny....... Dr. Ira Kane
- Julianne Moore.......Allison Reed
- Orlando Jones.......Harry Block
- Seann William Scott.......Wayne Grey
- Ted Levine....... gen. Russell Woodman
- Ethan Suplee.......McDonald
- Michael Bower.......Danny Donald
- Pat Kilbane.......oficial Sam Johnson
- Ty Burrell.......cel. Flemming
- Dan Aykroyd....... gov. Lewis
- Katharine Towne.......Nadine
- Gregory Itzin.......Barry Cartwright
- Ashley Clark....... tte. Cryer
- Michelle Wolff.......Carla
- Sarah Silverman.......Denise
- Richard Moll....... bombeiro
- Michael McGrady....... bombeiro
- Steven Gilborn....... juiz Guilder
- Wayne Duvall.......Dr. Paulson
- Michael Chapman....... xerife Long
- Kyle Gass....... oficial Drake
- Lucas Dudley....... sgt. Toms
- Steven Pierce....... sgt. Larson
- Wendy Braun....... enfermeira Tate
- Jennifer Savidge.......Claire
- Jerry Trainor.......Tommy

## Trilha sonora
A trilha sonora do filme foi composta por John Powell, dirigido por Gavin Greenaway, e tocada pela Orquestra Sinfônica de Hollywood. Um álbum de trilha sonora foi lançado em 12 de junho de 2001 e está disponível em Varèse Sarabande.

## Recepção
Rotten Tomatoes dá ao filme uma classificação de 43% com base em 136 avaliações e uma classificação média de 4.94/10. O consenso crítico do site diz: "O diretor Reitman tenta refazer os Ghostbusters, mas seus esforços não são bem sucedidos porque o filme tem muitas falhas cômicas". Em Metacritic, o filme tem uma pontuação de 40 em 100 com base em 32 críticos, indicando "revisões mistas ou médias".